# Fingle Bridge

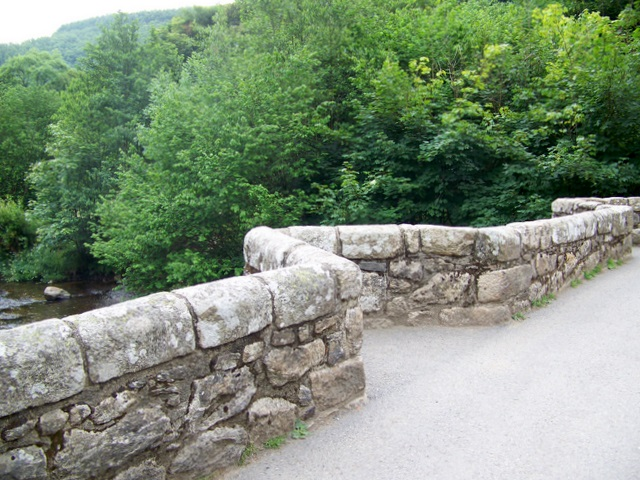
Ein Blick auf die Brüstung der Brücke und die Fahrbahn

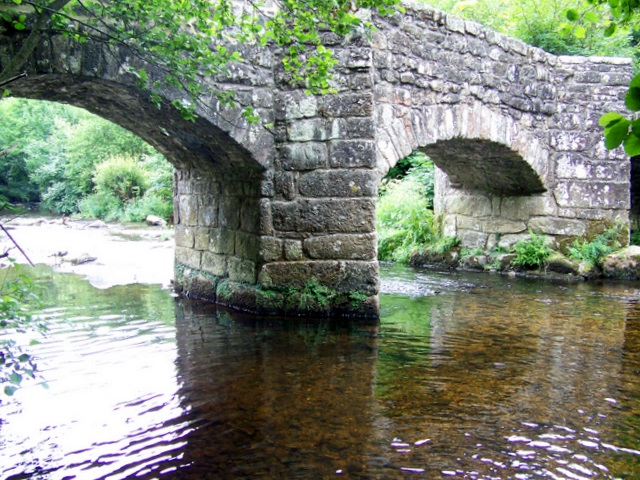
Blick auf einen der Pfeiler aus Werkstein, Richtung flussabwärts gesehen

Fingle Bridge ist eine steinerne Bogenbrücke aus dem 17. Jahrhundert, die eine unklassifizierte Straße über den River Teign führt. Sie befindet sich bei Drewsteignton, innerhalb des Dartmoor National Park in Devon, England. Die einstige Packpferdbrücke hat drei Bögen, und die beiden mittleren Pfeiler der Brücke sind verstärkt durch keilförmige Eisbrecher auf der stromaufwärts gewandten Seite, die auf der Brücke eine Ausweiche für Fußgänger bilden. Das Bauwerk ist ein Listed Building im Grade II*.

## Geschichte
Der Name der Fingle Bridge kommt vom Fingle Brook, einem kleinen Zufluss des River Teign in unmittelbarer Nähe der Brücke. Fingle ist abgeleitet vom altenglischen Wort „fang“, auf Deutsch „fangen“ und deutet auf die Eignung des Zuflusses zum Fischfang hin.
Die Brücke sitzt am Grund der Teign Gorge, zwischen den alten Wallburgen oberhalb des Flusses; das nördlich des Flusses gelegene Prestonbury Castle liegt 130 m, und das auf der Südseite liegende Cranbrook Castle 230 m über dem Talgrund. Die Brücke wurde an dem historischen Verbindungsweg zwischen den beiden Burgen gebaut.
In ihren Anfangsjahren war die Brücke ein wichtiger Übergang über den Fluss und wurde von Packpferden benutzt, um Getreide und Holz über die Schlucht zu transportieren. Der Weg hinauf zu Cranbrook Castle ist nur noch ein nicht mehr unterhaltener Nebenweg, sodass die Brücke nur zu einem Parkplatz führt. Die eigentliche Funktion der Brücke wurde durch die größere und besser erreichbare Dogmarsh Bridge, im Zuge der A382 road weiter flussaufwärts, abgelöst.
Die Brückenbögen wurden nach Ansicht der Historiker bei English Heritage im 19. Jahrhundert ausgebessert.
1897 gründete Jesse Ashplant am nördlichen Brückenkopf den Fingle Bridge Tea Shelter, der die Fischer, Reisenden und Fuhrleute bediente. Daraus entstand später das Pub Anglers' Rest, das später in Fingle Bridge Inn umbenannt wurde.
1955 wurde Fingle Bridge im Grade II eingestuft, 1967 wurde das Bauwerk in den Grade II* umklassifiziert.

## Umgebung
Einst befand sich etwa 200 m flussabwärts eine Mühle, Fingle Mill, in der den Aufzeichnungen zufolge bereits 1790 Getreide gemahlen wurde. Sie wurde von George Ponsford betrieben, dem auch die Brücke gehörte; der Antrieb der Wassermühle erfolgte mithilfe eines etwa 500 m langen Mühlbaches.
An dem Weg südwärts zum Cranbrook Castle befindet sich ein Dartmoorkreuz; dies sind Steinplatten aus Granit, die in Kreuzform behauen sind.